# Jamie Murray
Jamie Murray (født 13. februar 1986) er en britisk tennisspiller. Han repræsentere sit land under Sommer-OL 2012 i London, der blev han slået ud i første runde i double. Han er storebroren til Andy Murray, som også er hans partner i herredouble.
Han vandt mixed double i US Open, i 2017 med Martina Hingis samt i 2018 og 2019 med Bethanie Mattek-Sands.

## Eksterne Henvisninger
- Jamie Murrays profil på Sports-Reference OL-resultater (arkiveret) (engelsk)
- Jamie Murrays profil på Olympedia (engelsk)
- Jamie Murrays profil hos Storbritanniens Olympiske Komité (engelsk)
- Jamie Murrays profil hos ATP World Tour (engelsk)
- Jamie Murrays profil hos ITF Tennis (engelsk)
- Jamie Murrays profil hos Davis Cup (engelsk)
- Jamie Murrays profil hos ITF Tennis (engelsk)